# Max Manus
Maximo Guillermo "Max" Manus, (Bergen, Noruega, 9 de desembre de 1914 - Bærum, Noruega, 20 de setembre de 1996), fou un membre de la resistència noruega durant la Segona Guerra Mundial.

## Biografia
Fill de pare noruec, Johann Magnussen, i de mare danesa, Gerda Kjørup. Va tenir una germana, Pia. Els seus pares es van separar i Max i la seva germana es van traslladar a Oslo amb el seu pare. Va passar la seva infantesa en un barri de la ciutat, on va ser company de jocs de futurs camarades d'armes. Quan va complir 13 anys, el seu pare va decidir enviar-lo a ell ia la seva germana a Cuba, on un oncle seu tenia un comerç d'abastament naval.
Després d'aprendre castellà i de servir un temps com a mariner, va emprendre un viatge per Llatinoamèrica. El 1939, Max va tornar a Oslo des Buenos Aires per recomanació mèdica, ja que havia emmalaltit de malària i la seva constitució física era feble. Ja a Oslo i amb plans d'establir una empresa importadora, va esclatar la Guerra d'Hivern el 30 de novembre de 1939. La propaganda finlandesa, que buscava suport entre altres països nòrdics, va arrelar entre els noruecs de totes les opinions polítiques, sota el lema de La causa de Finlàndia és la causa de Noruega.

## Voluntari en la Guerra d'Hivern
Convençut per la propaganda, Max es va incorporar com un dels 725 voluntaris noruecs que es van sumar a l'anomenat Svenska Frivilligkåren (Cos suec de voluntaris), que també incloïa voluntaris noruecs i danesos. El 28 de febrer de 1940, el Cos de voluntaris va ser assignat per a reemplaçar a les tropes finlandeses al front de Salla, a Finlàndia. El 12 de març de 1940 es va signar el Tractat de Pau de Moscou donant per acabat el conflicte.
El 13 març 1940 va acabar la guerra al front de Salla, amb el resultat de 5.000 soldats soviètics, 187 finlandesos i 23 voluntaris morts. Max va recórrer la terra de ningú uns dies després, quedant horroritzat amb la quantitat de cadàvers, i preguntant-de si passaria de la mateixa manera en una hipotètica guerra a Noruega.
Els voluntaris noruecs van emprendre el retorn al seu país, arribant a la ciutat fronterera de Tornio, el 9 d'abril, on van ser acomiadats pel mariscal finlandès Carl Gustaf Emil Mannerheim, que els va anunciar sorprenentment que Noruega havia estat atacada per Alemanya, en l'anomenada Campanya de Noruega, i que totes les ciutats principals ja havien estat preses sense resistència. L'1 de febrer, un cop d'estat dirigit per Vidkun Quisling, havia format un govern col·laboracionista basat en el partit Nasjonal Samling, i que el rei Haakon VII havia passat a la clandestinitat. La participació de Max en la Guerra d'Hivern havia arribat tot just a les dues setmanes.

## La invasió de Noruega
Davant la notícia de la rendició de Noruega i la presa del poder pel govern col·laboracionista, els voluntaris noruecs van caure en un estat de confusió i vergonya. Va fer acte de presència el representant noruec en el Comitè de voluntaris, el major Ragnvald Hvoslef, qui més tard ocuparia el lloc de Ministre de Defensa en el govern col·laboracionista, per donar la benvinguda als voluntaris, felicitar per la seva participació en la Guerra d'Hivern, anunciar-los que només quedava tornar a Oslo sota el seu comandament, i que no hi havia res a témer per part dels alemanys.
El viatge es va fer per tren, via Estocolm. Max i altres voluntaris no estaven convençuts de la situació, i quan es van assabentar pels diaris i la ràdio suecs de la veritable situació, i de la defensa d'Oslo davant la invasió alemanya en l'anomenada Operació Weserübung, que havia aconseguit enfonsar el flamant creuer alemany Blücher (1939), l'estat d'ànim va canviar completament. En un altre diari van llegir la llista completa del govern col·laboracionista, que incloïa el major Hvoslef. Els voluntaris es van afanyar a tornar a Noruega per integrar-se a la defensa del país, el que van fer per algun temps a la província de Hedmark, però a poc a poc van sent vençuts per les tropes alemanyes.
Max va viatjar a Oslo i es va assabentar que el seu amic i excompany en la Guerra d'Hivern, Kolbein Lauring, estava a la presó condemnat a mort per haver estat capturat portant una arma, però que havia estat perdonat pel govern col·laboracionista, per aplacar la resistència popular a aquest. Junts, van viatjar fins a la ciutat de Konsvinger, on començava a formar-se el Moviment de resistència noruec, al qual es van incorporar, passant ambdós a la clandestinitat. El maig de 1941, ja existia a Noruega una organització clandestina anomenada Milorg (militær organisasjon) que va tractar d'unir els diferents grups que tractaven de fer oposició armada a l'ocupació alemanya.
Max es va incorporar a la incipient resistència noruega, participant en esporàdics atacs contra les tropes alemanyes d'ocupació. El 16 de gener de 1942 va ser sorprès per la Gestapo en el seu habitatge a Oslo. Per evitar ser capturat, va intentar fugir saltant per una finestra, quedant malferit, i fou arrestat i enviat a un hospital per les seves ferides. Després d'un curt temps, va aconseguir fugir de l'hospital, i amb ajuda dels seus amics va aconseguir ocultar per 7 mesos i posteriorment viatjar a Escòcia.
Allà es va incorporar a l'anomenada Companyia Linge, una organització militar noruega organitzada per Special Operations Executive (SOE), sota el comandament de Martin Linge, un ex actor noruec. Després de passar un període d'instrucció especialitzat en sabotatge, Max va ser enviat a Noruega el 12 de març de 1943, on va descendir en paracaigudes al costat de Gregersen Gram, prop d'Oslo.
La primera acció de sabotatge la van efectuar la nit del 27 d'abril al Fiord d'Oslo, aconseguint enfonsar Gregersen Gram la nau Ortelsburg, i Max Manus la nau Tugela. En la missió van utilitzar pots inflables com transport i mines magnètiques anomenades limpet (adhesiva), que van adossar sota la línia de flotació de les naus. Al costat d'ells també van participar Halvor Haddeland, Einar Riis-Johansen i Sigurd Jacobsen. Max i Gregersen van rebre la condecoració noruega Krigskrossen per aquesta acció.